# むつ市立川内中学校
むつ市立川内中学校(むつしりつかわうちちゅうがっこう）は、青森県むつ市川内町にある公立中学校。

## 概要
- 本校は、むつ市川内地区（旧川内町域）を学区とする。

## 沿革
- 1978年（昭和53年） - 新校舎完成[1]。
- 1979年（昭和54年）
  - 日付不明 - 体育館完成[1]。
  - 8月24日（第2学期） - 旧校舎(現在の校舎の南側、校庭の北半分の陸上トラックの位置に存在)解体の為、旧第一川内中学校の生徒が先んじて、新校舎に入る[2]。
- 1980年（昭和55年）
  - 4月1日 - 第一川内・戸沢・宿野部・蛎崎・第二川内の5中学校を統合し、川内町立川内中学校開校[3][4]。旧第一川内中学校以外の学校に通っていた生徒はスクールバスでの通学となる[2]。
  - 4月7日 - 13時30分から、開校式挙行[2]。
- 2005年（平成17年）3月14日 - 市町村合併により、むつ市立川内中学校と改称。

## 生徒数
2023年（令和5年）5月1日現在
| 学年 | 1年 | 2年 | 3年 | 特別支援 | 合計 |
| ---- | --- | --- | --- | -------- | ---- |
| 学級 | 1   | 1   | 1   | 2        | 5    |
| 生徒 | 19  | 23  | 19  | 6 (内数) | 67   |

## 周辺
- むつ市立川内小学校 - 同一敷地内に所在し、本校との小中一貫校（前期（小1～小4）中期（小5～中1）後期（中2～中3））を行っている。
- 国民健康保険川内診療所[6]
- 国道338号
- 陸奥湾

## アクセス
- JRバス東北下北本線「川内病院前」バス停下車後、徒歩約3分。